# 阮福永壽
阮福永壽（1915年10月1日—2009年7月14日），通稱永壽（Vĩnh Thọ），越南共和國官員和外交官，曾任越南共和國駐日本大使。

## 生平
1915年10月1日，阮福永壽出生於越南中部順化。
1947年，永壽的父親寶徵被越盟殺害。
永壽畢業於印度支那大學法學院，後又在密歇根州立大學和美利堅大學學習，擁有美利堅大學博士學位。
2009年7月14日，永壽在美國維珍尼亞州去世。

## 家庭
永壽是嘉兴王阮福洪休曾孙、嘉兴郡公阮福膺䘗之孙、嘉兴乡公阮福寶徵之子，母親爲胡氏世槐。寶徵育有十二個子女，永壽排行第二，在長兄被越盟殺害後，永壽爲兄弟姐妹中最年長者。永壽的弟弟永祿爲越南共和國中將，曾擔任越南共和國軍總參謀長。
永壽的妻子阮氏玉蘭是廣義省人，阮繥之女，兩人育有五個兒子和兩個女兒（截至1967年）。